# Патон Петро Оскарович
Петро Оскарович Патон (нар. Ніцца, 21 вересня 1872 — †Берестя) — барон, державний діяч періоду українських визвольних змагань.

## Біографія
Син Оскара Петровича Патона і брат Патона Євгена Оскаровича (радянського ученого у галузі зварювальних процесів і мостобудування, академіка АН УРСР).
Отримав військову освіту· Поручик лейб-гвардії у Російський імперії. Голова Речицької повітової земської управи Мінської губернії. Речицький повітовий комісар Тимчасового уряду (1917).
В Українській Державі — Поліський губернський староста Поліської округи, з 30 серпня 1918 до повалення режиму гетьмана Скоропадського Директорією УНР.
У 30-і рр. ХХ ст. — працівник іпотечного відділу Берестейського магістрату.